# Villar-d'Arêne
Villar-d'Arêne é uma comuna francesa na região administrativa da Provença-Alpes-Costa Azul, no departamento de Altos-Alpes. Estende-se por uma área de 77,51 km². Em 2010 a comuna tinha 313 habitantes (densidade: 4 hab./km²).